# Raschio sulla lavagna
Il raschio sulla lavagna prodotto dalle unghie umane, o comunque da oggetti idonei a scalfire, è il tipico stridio prolungato causato dallo sfregamento di una superficie di ardesia.
È generalmente descritto come uno dei rumori più sgradevoli per l'orecchio umano; si trova, ad esempio, in una scena del film Lo squalo in cui il rude cacciatore Quint (Robert Shaw) zittisce una classe rumorosa con un lungo graffio sulla lavagna.

## Ipotesi sull'origine dell'avversione
L'avversione di molte persone per questo rumore è stata ricondotta alla sua somiglianza con il grido d'allarme degli antenati dell'uomo. Tuttavia uno studio sul tamarino a chioma di cotone (una scimmia del Nuovo Mondo) ha evidenziato che questo animale reagisce allo stesso modo anche al rumore bianco di ampiezza costante, che l'uomo invece sopporta meglio.
Uno studio del 1986 provò a spiegare perché il rumore fosse così sgradevole. Fu registrato il raschio sulla lavagna prodotto da un tridente e si usarono suoni "di controllo" per il confronto. Dalla registrazione furono cancellate di volta in volta le alte, le basse e le medie frequenze, ottenendo tre diverse incisioni che vennero così riprodotte. Si scoprì che a rendere sgradevole il raschio era la media frequenza, e non la più alta come inizialmente supposto. I ricercatori ipotizzarono che l'avversione a questa esperienza acustica fosse un riflesso vestigiale dovuto al ricordo della predazione da cui dovevano guardarsi gli ominidi dei primordi. In proposito si può ricordare che il rumore in questione produce frequentemente orripilazione in chi ascolta. Esso ha alcune somiglianze con il grido d'allarme dei macachi, o potrebbe anche essere simile al verso di qualche antico predatore. L'insolito studio meritò ai ricercatori il premio Ig Nobel 2006 per l'acustica. Ricerche successive ne hanno però messo in discussione i risultati.

## Ricerca sui rumori più sgradevoli
Un diverso studio è stato condotto da Trevor Cox, ricercatore dell'Università di Salford, per individuare il rumore più sgradevole. La ricerca ha comportato il caricamento di 34 clip di rumori sul sito web sound101.org per permettere a soggetti di tutto il mondo di valutarne il fastidio.. Il raschio delle unghie sulla lavagna si è classificato solo al 16º posto. Il rumore più sgradevole è risultato quello del vomito, seguito dall'effetto Larsen e dal pianto di un bimbo.
Anche se i risultati sembrano influenzati dalla cultura, Cox ha ricavato la sensazione che la reazione di disgusto di fronte a certi rumori abbia carattere evolutivo. La repulsione per i segni di malattia si lega probabilmente alla necessità di difendersi dalle patologie. Rispetto agli uomini, le donne provano generalmente più repulsione: si è ipotizzato che ciò dipenda dalla necessità di proteggere non solo sé stesse ma anche la prole. Nel complesso le donne hanno indicato per molti suoni un livello di fastidio maggiore, anche se il pianto infantile (meno tollerato dal sesso maschile) è un'eccezione degna di nota. La sensazione di disgusto diminuiva inoltre al crescere dell'età.